# Grand-Prix-Saison 1946
In der ersten Rennsaison nach dem Zweiten Weltkrieg wurden mit Ausnahme des 500-Meilen-Rennens von Indianapolis noch keine Grandes Épreuves ausgetragen. Neben den hier aufgeführten Rennen fanden noch einige kleinere, nationale Rennen statt.
Erfolgreichster Fahrer der Saison war Raymond Sommer auf einem Maserati 4CL, der fünf Siege für sich verbuchen konnte.

## Saisonbericht
Obwohl die für 1938 verabschiedete Internationale Grand-Prix-Rennformel vom soeben umbenannten internationalen Automobilverband FIA (vormals AIACR) nominell bis Ende 1946 verlängert worden war, hatte dies für den Rennbetrieb in Europa praktisch kaum Auswirkung. Da in diesem Jahr noch keine Grandes Épreuves angesetzt waren, konnten die Rennveranstalter die technischen und sportlichen Bestimmungen für ihre Rennen nach Belieben selbst vorgeben.
Dem verfügbaren Rennwagenbestand entsprechend – die deutschen Rennställe von Daimler-Benz und Auto Union mit ihren reinrassigen Grand-Prix-Rennwagen durften und konnten nicht mehr antreten – kristallisierte sich dabei neben einigen Uralt-Modellen zunehmend eine Kombination der bis dahin vor allem in Italien und Großbritannien populären Voiturette-Kategorie (Rennwagen bis 1,5 Liter Hubraum mit Kompressor) und der in Frankreich verbreiteten Rennsportwagen mit Saugmotoren bis 4,5 Liter Hubraum als Standard heraus, der von der FIA schließlich für 1947 auch zur neuen offiziellen Grand-Prix-Formel bestimmt wurde.
Anders als bei den Grand-Prix-Rennen der Vorkriegszeit wurde 1946 vorwiegend auf abgesperrten öffentlichen Straßen oder in Parks im innerstädtischen oder stadtnahen Bereich gefahren. Grund dafür war in erster Linie das anhaltende Problem, dass das Publikum in Zeiten anhaltender Fahrverboten und allgemeiner Benzinknappheit außer zu Fuß oder mit dem Fahrrad sonst kaum in großer Zahl zu den Strecken zu transportieren war. Trotz dieser Widrigkeiten war der Hunger des Publikums nach Motorsport als ein Mittel zur Zerstreuung und Unterhaltung nach den entbehrungsreichen Kriegsjahren allgemein groß.
Nachdem im Vorjahr im Pariser Bois de Boulogne bereits ein erstes, praktisch noch rein französisch besetztes Rennen ausgetragen worden war, stellte 1946 der Grand Prix von Nizza den eigentlichen Auftakt zum internationalen Motorsport der Nachkriegszeit dar. Hier, wie auch bei den nachfolgenden Rennen waren mit Luigi Villoresi und Raymond Sommer zunächst die Piloten der neuen Scuderia Milan tonangebend. Dieses Team hatte gleich eine ganze Reihe von Maserati 4CL erworben hatte, um diese mit Unterstützung des Stammwerks in Modena zahlungskräftigen Fahrern gegen Entgelt zur Verfügung zu stellen.
Sehr erfolgreich war in dieser Phase auch Jean-Pierre Wimille, der mit einem Alfa Romeo Tipo 308 aus 1938 – dem praktisch einzigen „vollwertigen“ Grand-Prix-Rennwagen weit und breit – gegenüber den durchweg schwächer motorisierten vormaligen Voiturette-Rennwagen von Maserati einen deutlichen Vorteil besaß und bei immerhin drei Rennen als Sieger über die Ziellinie ging. Diesen Auftritten hatte Wimille es dann wohl auch zu verdanken, dass er bald danach sogar in Werksmannschaft von Alfa Romeo aufgenommen wurde, die sechs ihrer hochgezüchteten 1,5-Liter-Alfa Romeo Tipo 158 „Alfetta“ über den Krieg gerettet hatte und ab Mitte 1946 damit wieder aktiv Motorsport betrieb. Dabei gab es für den erfolgsverwöhnten Rennstall jedoch zum Auftakt beim Rennen im Pariser Vorort Saint-Cloud erst einmal eine empfindliche Niederlage, als sowohl Wimille als auch der langjährige Stammfahrer Giuseppe Farina den Kampf mit defekter Kupplung vorzeitig aufgeben mussten, so dass einmal mehr Raymond Sommer auf dem Maserati zum Erfolg kam.
Um eine weitere derartige Niederlage zu vermeiden, entschied das Team, im Folgenden stets in ausreichender Stärke mit jeweils vier Autos, dafür aber – nicht zuletzt aufgrund des vergleichsweise extrem hohen Aufwands für den Betrieb eines solchen Spitzenteams – nur zu wirklich bedeutenden „großen“ Rennveranstaltungen anzutreten. So saßen beim sogenannten Nationen-Grand-Prix von Genf neben Farina und Wimille auch der von seiner Drogensucht genesene Vorkriegsstar Achille Varzi und der bewährte Herrenfahrer Carlo Felice Trossi am Steuer ihrer Alfettas. Prompt erzielten Farina und Trossi hier einen Doppelerfolg, den Varzi und Wimille beim bedeutendsten Rennen der Saison im Parco del Valentino in Turin – dem ersten Rennen überhaupt, das nach den Bestimmungen der eigentlich erst ab 1947 offiziell geltenden neuen Grand-Prix-Rennformel ausgetragen wurde – noch einmal wiederholen konnten.
Zwischen den Alfa-Romeo-Piloten herrschte jedoch eine große Rivalität, so dass es immer wieder zu schweren teaminternen Konflikten kam. So ließ Wimille Varzi in Turin allzu deutlich – und obendrein für das Publikum klar erkennbar – spüren, dass er sich entgegen der zugunsten seines Stallgefährten ausgegebenen Teamorder eigentlich für den schnelleren Fahrer hielt. Um größeren Schaden für das Team zu vermeiden, verzichtete Alfa Romeo daraufhin beim Rennen im Mailänder Simplonpark vorsichtshalber lieber auf die Dienste des Franzosen. Dort war es dann jedoch Farina, der aus Verärgerung über seine von Alfa-Romeo-Rennleiter Giovanbattista Guidotti angeordnete Zurücksetzung hinter Trossi und Varzi sein Auto kurzerhand während des Rennens abstellte, was prompt seine Entlassung aus dem Team zur Folge hatte.
Beim Rennen im französischen Albi hatte sich zuvor außerdem trotz zunehmend schlechter werdender körperlicher Verfassung auch der große Star der Vorkriegszeit Tazio Nuvolari auf einem Maserati 4CL ein letztes Mal in die Siegerlisten eines internationalen Rennens eintragen können.

## Das erste Formel-1-Rennen?
In einigen Publikationen wird der Gran Premio del Valentino von 1946 in Turin als das erste Rennen „nach Formel-1-Regeln“ bezeichnet. Richtig ist, dass die vom Veranstalter vorgegebenen technischen Bestimmungen in der Ausschreibung denjenigen der späteren Internationalen Grand-Prix-Formel entsprachen, die offiziell ab 1947 in Kraft trat. Der Begriff Formel 1 kam jedoch erst in Verwendung, als dies zur Unterscheidung zwischen dieser weiterhin fortgeltenden Rennformel und der für 1948 verabschiedeten neuen zweiten Internationalen Rennformel – dementsprechend später als Formel 2 bezeichnet – erforderlich wurde. Stellt man also rein auf diese Begrifflichkeit ab, so müsste der Grand Prix de Pau am 29. März 1948 formal als erstes „Formel-1-Rennen“ gelten.

## Rennkalender

### Grandes Épreuves
|   | Datum  | Rennen           | Strecke      | Sieger                       | Statistik |
| - | ------ | ---------------- | ------------ | ---------------------------- | --------- |
| 1 | 30.05. | Indianapolis 500 | Indianapolis | George Robson (Adams-Sparks) | Statistik |

### Weitere Rennen
| Datum  | Rennen                    | Strecke                             | Sieger                                    | Statistik |
| ------ | ------------------------- | ----------------------------------- | ----------------------------------------- | --------- |
| 22.04. | Grand Prix de Nice        | Circuit de la Promenade des Anglais | Luigi Villoresi (Maserati)                | Statistik |
| 12.05. | Grand Prix de Marseille   | Parc Borély                         | Raymond Sommer (Maserati)                 | Statistik |
| 19.05. | Grand Prix du Forez       | St. Just-Andrezieux                 | Raymond Sommer (Maserati)                 | Statistik |
| 30.05. | Coupe de Paris            | Bois de Boulogne                    | Jean-Pierre Wimille (Alfa Romeo)          | Statistik |
| 09.06. | Coupe René Le Bègue       | Saint-Cloud                         | Raymond Sommer (Maserati)                 | Statistik |
| 09.06. | Grand Prix des Frontières | Circuit de Chimay                   | Leslie Brooke (ERA)                       | Statistik |
| 15.06. | Gransden Lodge            | Gransden Lodge Airfield             | George Abecassis (Bugatti)                | Statistik |
| 16.06. | Großer Preis von Belgien  | Circuit de Bois de la Cambre        | Eugène Chaboud (Delahaye)                 | Statistik |
| 30.06. | Grand Prix du Roussillon  | Circuit des Platanes de Perpignan   | Jean-Pierre Wimille (Alfa Romeo)          | Statistik |
| 07.07. | Grand Prix de Bourgogne   | Dijon                               | Jean-Pierre Wimille (Alfa Romeo)          | Statistik |
| 14.07. | Grand Prix d’Albi         | Circuit des Planques                | Tazio Nuvolari (Maserati)                 | Statistik |
| 21.07. | Grand Prix des Nations    | Circuit des Nations                 | Giuseppe Farina (Alfa Romeo)              | Statistik |
| 28.07. | Grand Prix de Nantes      | Nantes                              | „Raph“ (Maserati)                         | Statistik |
| 10.08. | Ulster Trophy             | Ballyclare                          | Prinz Bira (ERA)                          | Statistik |
| 25.08. | Circuit des Trois Villes  | Lille                               | Raymond Sommer / Henri Louveau (Maserati) | Statistik |
| 01.09. | Gran Premio del Valentino | Parco del Valentino                 | Achille Varzi (Alfa Romeo)                | Statistik |
| 29.09. | Gran Premio di Milano     | Parco Sempione                      | Carlo Felice Trossi (Alfa Romeo)          | Statistik |
| 06.10. | Coupe du Salon            | Bois de Boulogne                    | Raymond Sommer (Maserati)                 | Statistik |
| 06.10. | Circuit de Gávea          | Gávea                               | Chico Landi (Alfa Romeo)                  |           |
| 27.10. | Gran Premio de Penya Rhin | Circuit de Pedralbes                | Giorgio Pelassa (Maserati)                | Statistik |
| 15.12. | Circuito da Boavista      | Circuito da Boavista                | Chico Landi (Alfa Romeo)                  |           |

## Rennergebnisse

### Grand Prix de Nice
| Platz | Fahrer          | Team       | Zeit        |
| ----- | --------------- | ---------- | ----------- |
| 1     | Luigi Villoresi | Maserati   | 2:00.04,6 h |
| 2     | Raymond Sommer  | Alfa Romeo | + 1 Runde   |
| 3     | Eugène Chaboud  | Delahaye   | + 4 Runden  |

Der Grand Prix de Nice wurde am 22. April 1946 auf dem Circuit de la Promenade des Anglais entlang der Meerespromenade Promenade des Anglais in Nizza ausgetragen.

### Coupe René Le Bègue
| Platz | Fahrer         | Team     | Zeit        |
| ----- | -------------- | -------- | ----------- |
| 1     | Raymond Sommer | Maserati | 1:20.37,7 h |
| 2     | Louis Chiron   | Talbot   | + 1 Runde   |
| 3     | Robert Mazaud  | Maserati | + 1 Runde   |

Die Coupe René Le Bègue fand am 8. Juni 1946 im Pariser Vorort Saint-Cloud statt und wurde zu Ehren des französischen Fahrers René Le Bègue, der kurz zuvor auf tragische Weise ums Leben gekommen war, benannt.
Es gewann Raymond Sommer, der vielleicht beste Fahrer dieses Jahres.

### Grand Prix d’Albi
| Platz | Fahrer         | Team     | Zeit        |
| ----- | -------------- | -------- | ----------- |
| 1     | Tazio Nuvolari | Maserati | 1:55.45,6 h |
| 2     | Henri Louveau  | Maserati | + 1 Runde   |
| 3     | „Raph“         | Maserati | + 1 Runde   |

Beim Grand Prix d’Albi auf dem Circuit des Planques am 14. Juli 1946 gewann Tazio Nuvolari zum letzten Mal einen Grand Prix.

### Grand Prix des Nations
| Platz | Fahrer              | Team       | Zeit         |
| ----- | ------------------- | ---------- | ------------ |
| 1     | Giuseppe Farina     | Alfa Romeo | 1:15.49,4 h  |
| 2     | Carlo Felice Trossi | Alfa Romeo | + 1.11,5 min |
| 3     | Jean-Pierre Wimille | Alfa Romeo | + 1 Runde    |

Für den Grand Prix des Nations wurde der Circuit des Nations im Zentrum von Genf in der Schweiz als Austragungsort gewählt. Farina gewann seinen ersten Grand Prix nach dem Krieg.

### Gran Premio del Valentino
| Platz | Fahrer              | Team       | Zeit        |
| ----- | ------------------- | ---------- | ----------- |
| 1     | Achille Varzi       | Alfa Romeo | 2:35.45,8 h |
| 2     | Jean-Pierre Wimille | Alfa Romeo | + 0,5 s     |
| 3     | Raymond Sommer      | Maserati   | + 2 Runden  |

Im Parco del Valentino inmitten von Turin trafen sich am 1. September 1946 erneut die Piloten zum Gran Premio del Valentino. Dieser Grand Prix war der erste, der mit neuen Regeln die Autos zu vereinheitlichen suchte. Dieses Regelwerk wurde Formel A genannt. Später entwickelte sich daraus der Begriff Formel 1.